# Jesús Limardo
Jesús Antonio Limardo Gascón, född 29 februari 1996, är en venezuelansk fäktare som tävlar i värja. Hans bröder Rubén Limardo och Francisco Limardo är också fäktare.

## Karriär
Vid världsmästerskapen i fäktning 2023 i Milano tog Limardo brons tillsammans med Francisco Limardo, Rubén Limardo och Grabiel Lugo i lagtävlingen i värja.